# Zipaquirá
Zipaquirá é um município colombiano localizado na província de Savana Centro, da qual é sua capital e sede de sua diocese. Localiza-se ao norte do departamento de Cundinamarca no centro do país, a apenas 25 quilómetros de Bogotá. Com uma população de 122 347 habitantes, é o segundo maior município e o mais povoado de sua província. Comumente chamado Zipa em referência ao Zipa; título que ostentava o cacique muisca do Cacicazgo de Bacatá. É um dos centros de exploração de sal mais importantes em Colômbia, razão pela qual se lhe chama a "Cidade do Sal" e "o congelador de Cundinamarca" devido a seu clima frio com nevoeiro nas manhãs. Limita-se com os municípios de Cogua ao Norte; Nemocón, Gachancipá, Tocancipá e Sopó ao Oriente; Cajicá e Tabio ao Sur; Subachoque e Pacho ao Ocidente.
De fundação pré-hispânica, seus povoadores assentavam-se no setor hoje conhecido como Povo velho. Foi erigida como vila em 18 de julho de 1600 por auto de povoamento proferido pelo ouvidor espanhol Dom Luis Henríquez. Foi sucessivamente capital da Província de Cundinamarca (1851), da Província de Zipaquirá (1852-1855), do Estado Soberano de Cundinamarca (1861-1864), do Departamento de Quesada (1905-1908) e do Departamento de Zipaquirá (1908-1910).
Zipaquirá é reconhecida a nível internacional por sua Catedral de Sal, a qual recebeu o reconhecimento como “Primeira maravilha de Colômbia” em 4 de fevereiro do 2007; além de seu centro urbano, o qual foi declarado património histórico e cultural de Colômbia.

## História

Petroglifos encontrado no vale do Abra.

No Vale do Abra, nos limites entre Zipaquirá e Tocancipá, encontraram-se uns dos resquícios humanos mais antigos da Colômbia. A sequência estratificada de instrumentos líticos ali presente com ossos de animais e fragmentos de carvão vegetal datados mediante C14 em 12 400 anos ± 160 a.P. As primeiras investigações no lugar ocorreram em 1967, quando se obteve pela primeira vez na Colômbia uma sequência estratificada de instrumentos líticos.
A partir de 1969 realizaram-se escavações mais amplas com a colaboração da Universidade de Indiana e em 1970 com o patrocínio da Fundação Neerlandesa de Estudos Tropicais (Wotro) e o apoio do Instituto Colombiano de Antropologia, foram localizados na região outros 4 lugares pré-cerâmicos estratificados. Sedimentos lacustres depositados têm permitido precisas reconstruções do clima e vegetação.
Entre 15 000 e 12 500 anos, um período conhecido como Fúquene, o clima era frio e seco e a vegetação era de páramo. Cortadores feitos de pedra e desenhos na pedra são testemunhos da presença humana que se estima em torno de 13 000 anos a.C.

### Época muisca
Zipaquirá é uma das cidades mais antigas de Colômbia, suas origens são anteriores à época da Conquista. De seu atual nome há três possíveis origens um deles é extraído do povo indígena que habitou ao pé do Cerro do Zipa, "Chicaquicha", que traduz "ao pé da cimeira" ou simplesmente "pé de cimeira"", segundo outras fontes "Cidade de nosso pai"e a última trata sobre uma história sobre uma união entre o Zipa e uma mulher chamada Quira.

### Época colonial

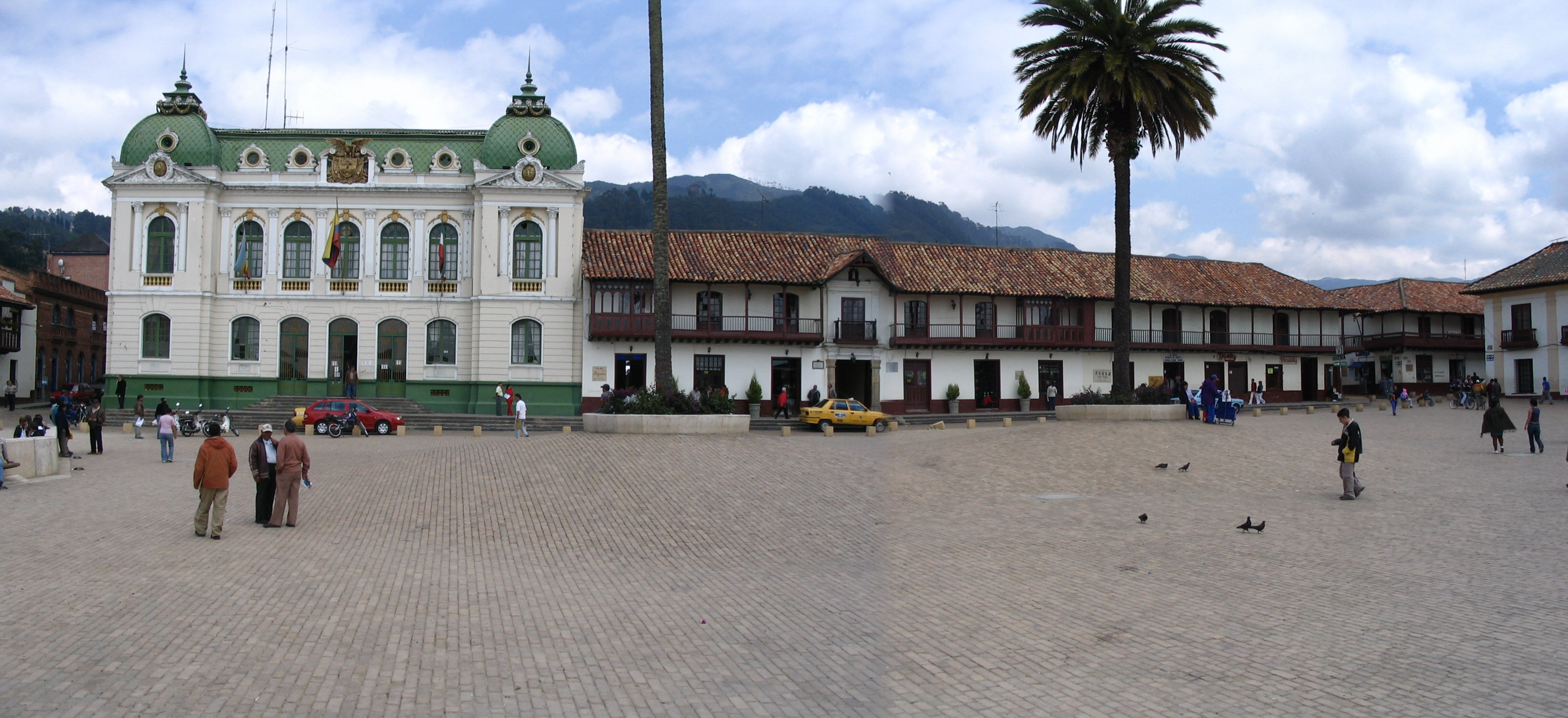
Praça principal e Palácio Municipal de Zipaquirá.

Em 18 de julho de 1600 o ouvidor Dom Luis Henríquez proferiu o auto de povoamento no lugar com 618 tributários e suas famílias e ergueu a "Villa de Zipaquirá". Em 2 de agosto de 1600 estando em Cucunubá o ouvidor Henríquez contratou com Juan de Robles a construção da Igreja de Zipaquirá, que se chamava capela de santa clara do socorro de Zipaquirá, posteriormente foi reconstruída pelo Corregedor Pedro de Tovar e Buendía, esta tinha um estilo renascentista e era muito escura, o altar estava talhado em madeira, um pintor chamado Juan Santiago Felipe, realizou uns afrescos no teto que foram apagados pela umidade.

### Época republicana
Com a Constituição de Cundinamarca de 1815 é constituída capital da província do mesmo nome. No ano de 1852 Zipaquirá muda de status e passa a ser Província de Zipaquirá, seu terreno era aproximadamente o dobro do que é hoje em dia.

## Geografia
A cidade de Zipaquirá está situada na Savana de Bogotá, sobre a cordillera Oriental, no altiplano cundiboyacense, a cidade está situada em média a 2 652 msnm, o que a converte na terceira cidade com maior altitude em Colômbia com mais de 100 000 habitantes de acordo com a Lista das grandes cidades mais altas do mundo. Zipaquirá possui uma extensão aproximada de 197 quilómetros quadrados, assim: 8 quilómetros quadrados da zona urbana e 189 quilómetros quadrados da zona rural. O território onde se assenta a cidade foi no passado um grande campo cheio de vegetação, alguns sectores da cidade, também estão construídos sobre velhos fossos de água onde o sal era processada para seu consumo.

### Clima
Zipaquirá goza de um clima de montanha por estar localizada a aproximadamente 2 600 msnm, o que gera na cidade uma temperatura média de 11,5 °C que é classificado como clima frio de altitude.

### Fauna e flora
Zipaquirá está cheia de parques infantis e zonas verdes que fazem desta um pulmão para a savana de Bogotá, ademais a árvore que se considera originário dos territórios nos que se encontra a cidade, é o "sietecueros", seu nome nos dá a conhecer as características do corte da árvore, já que esta se caracteriza por ter várias capas que envolvem o tronco.

## Turismo
O mais célebre ponto turístico são suas minas de sal que têm sido explodidas desde tempos pré-colombianos pelos Muiscas e que incluem a Catedral de Sal. A praça Gonzales Forero é o epicentro da cidade e está rodeada por edifícios que têm conservado seu estilo colonial e são considerados monumento nacional. Nesta praça se destacam a Catedral Diocesana, construída entre 1760 e 1870, com sua característica fachada de pedra e em sua maior parte obra do arquitecto capuchino frei Domingo de Petrés, o mesmo que construiu a Catedral Primada de Bogotá; o Palácio Municipal (edifício da prefeitura) e a Administração das Salinas com seus tetos verdes estilo republicano. Zipaquirá possui restaurantes típicos, casarões coloniais com quase 300 anos de antiguidade, agências de viagens, museus como a Casa Museu Quevedo Zornoza, artesanatos e uma interessante infra-estrutura.

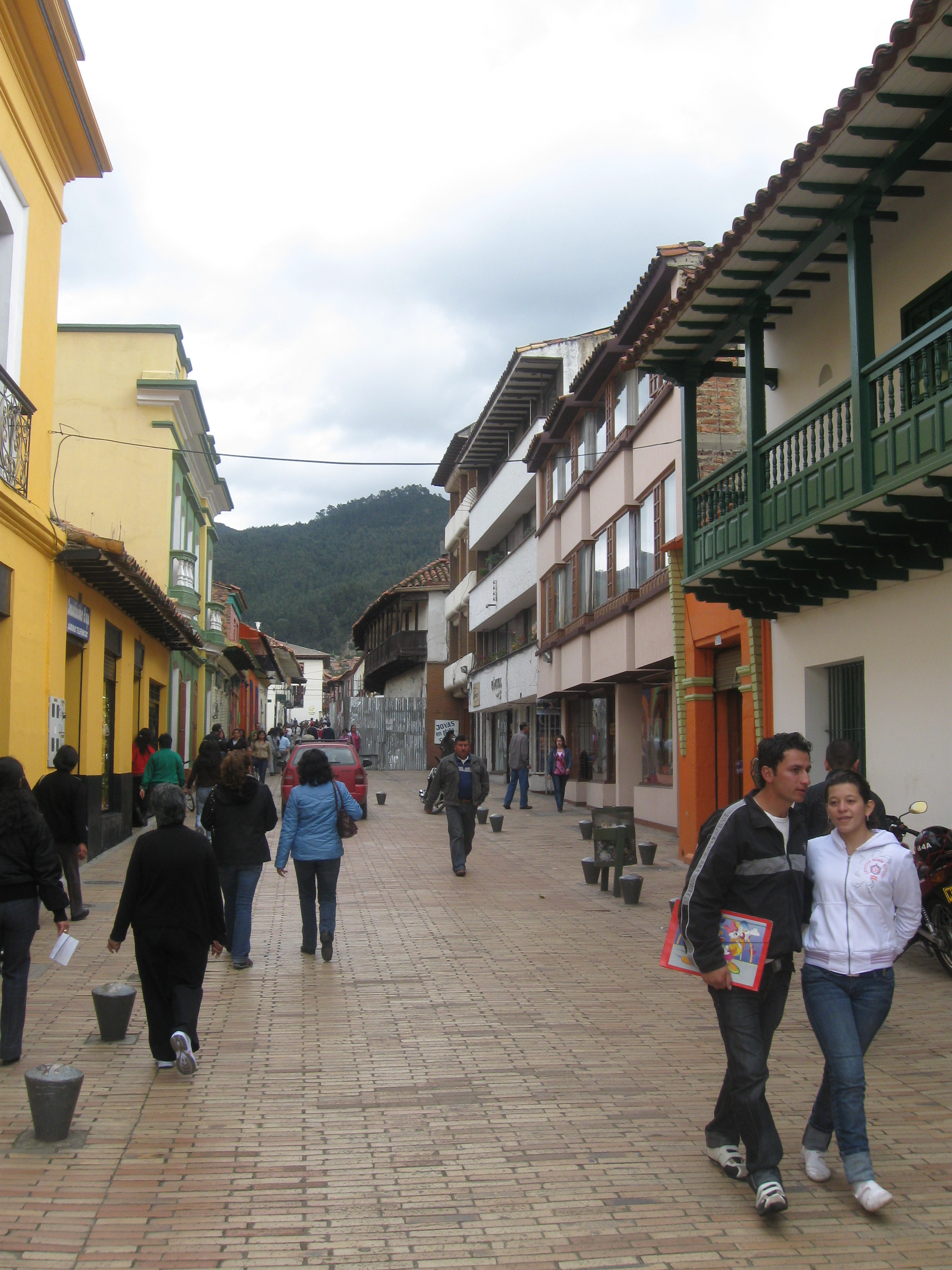
Rua de Zipaquirá.
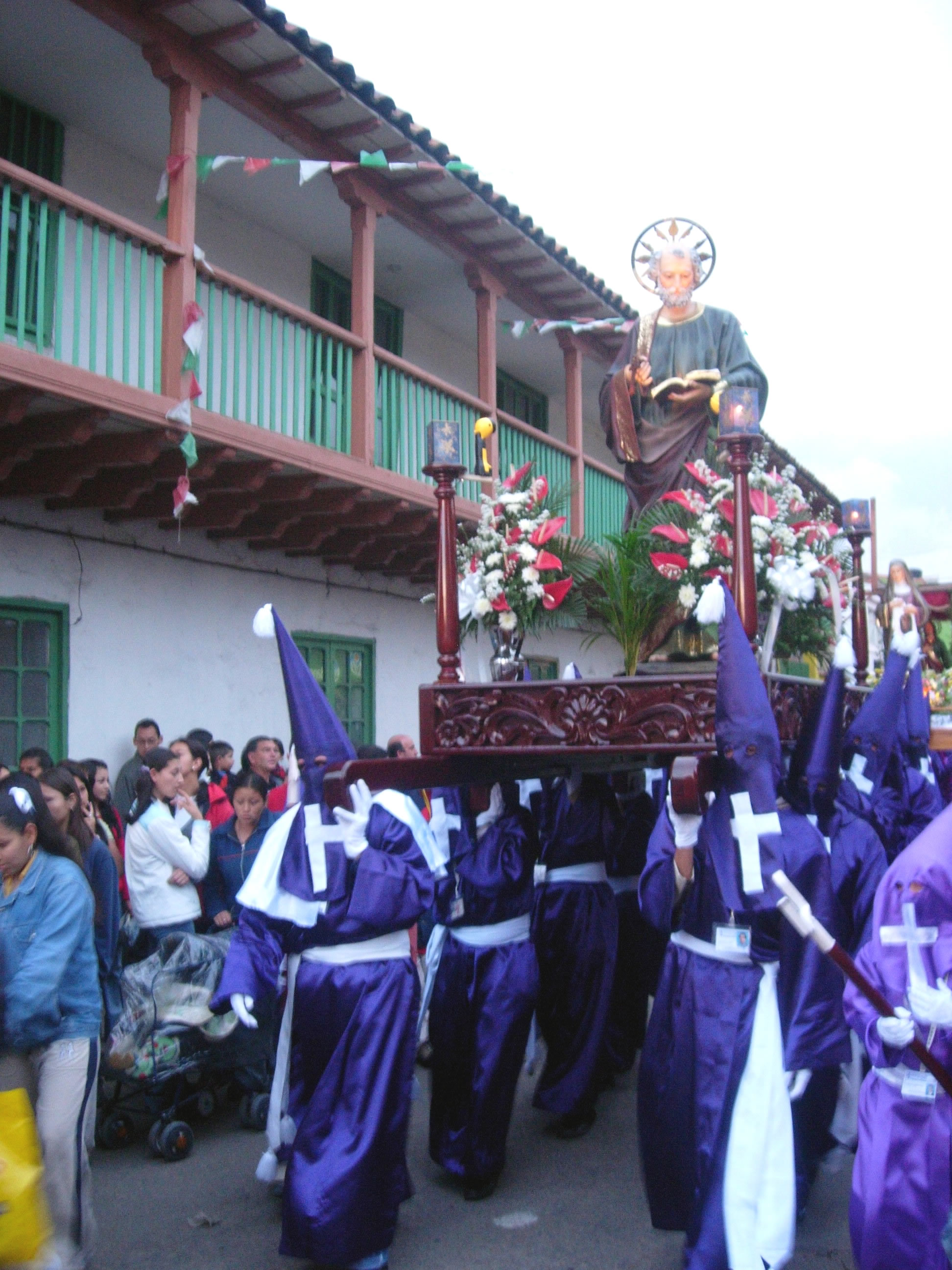
Sábado Santo - Procissão da Solidão de María - San Pedro Apóstol - Congregación de Nazarenos de Zipaquirá.
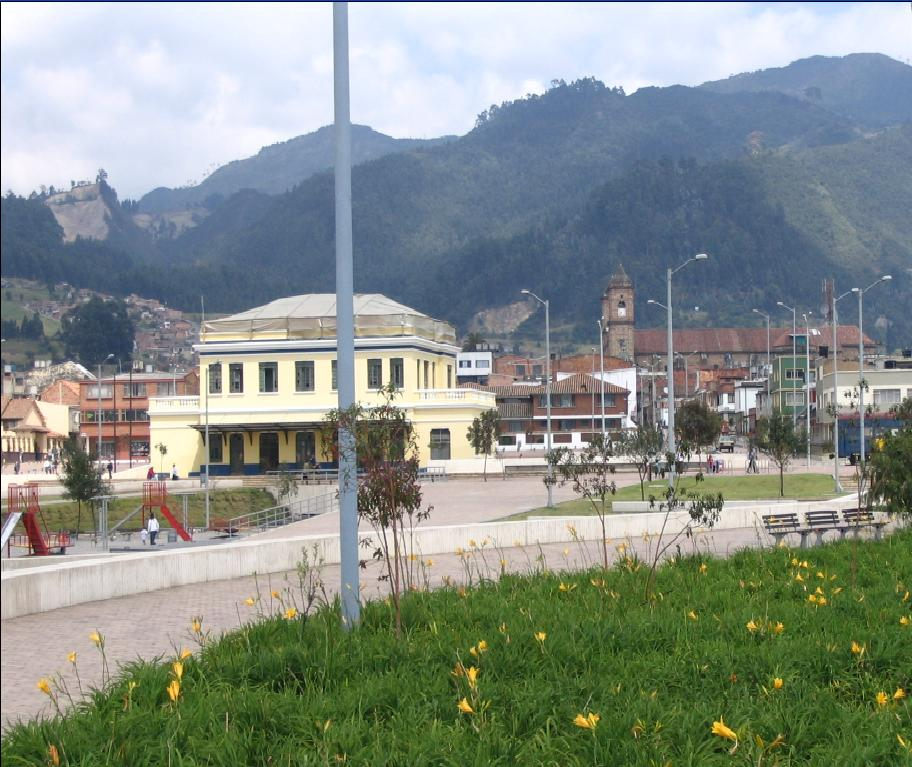
Estação do Caminho-de-ferro de Zipaquirá, ao fundo aprecia-se o centro histórico e as minas de sal.
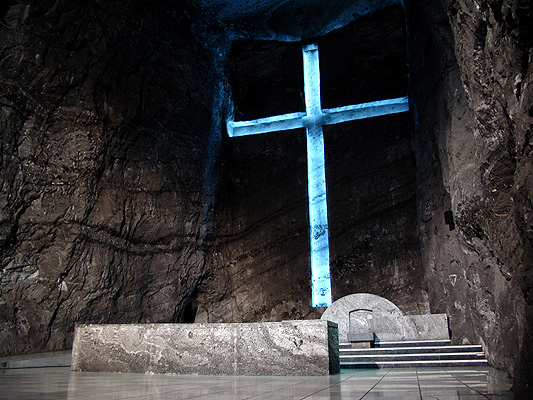
Altar da Catedral de Sal de Zipaquirá.
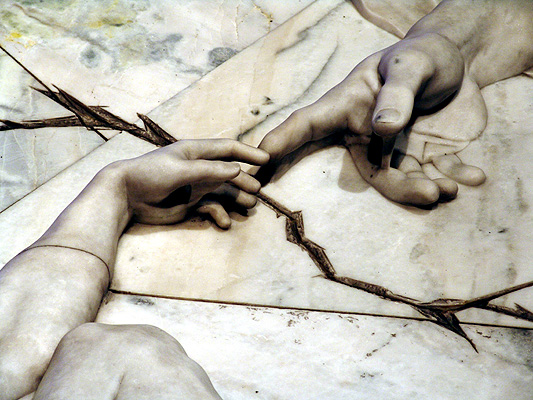
A Criação de Adán do Maestro Carlos E. Rodríguez Arango(mármol).